# Maricica Țăran
Maricica Titie Țăran, née le 4 janvier 1962 à Gherța Mică (Roumanie), est une ancienne rameuse roumaine. Elle est championne olympique aux Jeux de 1984.

## Carrière
Membre de l'équipe roumaine aux Jeux de 1984, elle remporte le titre olympique sur le quatre de couple.

## Palmarès
- Jeux olympiques d'été de 1984 à Los Angeles ( États-Unis) :
  -  médaille d'or en quatre de couple

### Championnats du monde
- Championnats du monde 1982 à Lucerne ( Suisse) :
  -  médaille de bronze en quatre de couple